# آورو ۵۰۴
آورو ۵۰۴ (به انگلیسی: Avro 504) یک هواپیمای دوباله ساخت شرکت هواگردسازی آورو در جنگ جهانی اول بود که زیر امتیاز به وسیله شرکت‌های دیگر نیز ساخته می‌شد. در خلال جنگ جهانی اول تعداد ۸۹۷۰ فروند از این هواپیما تولید شد و تولید آن به مدت ۲۰ سال پس از جنگ نیز ادامه پیدا کرد. این تعداد تولید این هواپیما را رکورددار بیشترین تعداد هواپیمای تولید شده از هر نوع در طول جنگ جهانی اول نمود. بیش از ۱۰٬۰۰۰ فروند از این هواپیما از سال ۱۹۱۳ تا پایان تولید آن در سال ۱۹۳۲ تولید گردید.

## طراحی و ساخت
نخستین پرواز آورو ۵۰۴ در ۱۸ سپتامبر ۱۹۱۳ بود که نیروی آن به وسیلهٔ یک موتور چرخشی گنوم لاندای هفت سیلندره با نیروی ۸۰ اسب بخار (۶۰کیلووات) تأمین می‌شد. آورو ۵۰۴ توسعه یافتهٔ آورو ۵۰۰ بود که برای آموزش و پرواز خصوصی طراحی شده بود این هواپیما تمام چوبی و دوکابینه بود.

## تاریخچهٔ عملیات
پیش از جنگ جهنی اول تعداد کمی از این هواپیما به وسیلهٔ یکان پروازی پادشاهی بریتانیا و خدمات هوایی دریایی پادشاهی بریتانیا خریداری گردید و هنگامی که جنگ آغاز شد به فرانسه برده شد. یکی از این آورو ۵۰۴های یکان پروازی پادشاهی بریتانیا نخستین هواپیمای انگلیسی بود که هدف قرار گرفته و سرنگون شد. این هواپیما در تاریخ ۲۲ اوت ۱۹۱۴ به وسیلهٔ آلمانی‌ها سرنگون گردید. خلبان این هواپیما ستوان دوم وینسنت واترفال و ناوبر آن ستوان جرج گوردون بیلی بود که هر دوی آن‌ها از اسکادران پنجم یکان پروازی پادشاهی بریتانیا بودند. خدمات هوایی دریایی بریتانیا چهار فروند آورو ۵۰۴ را برای یک پرواز ویژه برای بمباران کارخانهٔ زپلین در فریدریشسهافن در ساحل دریاچه کنستانس به کار گرفت. سه فروند آن‌ها در تاریخ ۲۱ نوامبر ۱۹۱۴ از بلفور در شمال شرقی فرانسه به پراز درآمدند. هر کدام از این هواپیماها چهار بمب ۹ کیلوگرمی حمل می‌کردند. چهارمین هواپیما هدف قرار گرفته و سرنگون شد. حمله موفقیت‌آمیز بود و چندین ضربهٔ مستقیم بر سوله‌های کشتی‌های هوایی وارد شد و موجب نابودی نیروگاه تولید هیدروژن گردید.
این هواپیما به زودی در خط مقدم کارایی خود را از دست داد و فقط به عنوان هواپیمای آموزشی به کار گرفته شد و هزاران فروند آن در خلال جنگ برای این منظور تولید گردید که تولید آن بیشتر روی نوع ۵۰۴جی متمرکز بود ولی نوع ۵۰۴کی نیز وارد تولید انبوه شد که محفظهٔ موتور آن تغییر داده شده بود تا بتواند انواع موتورها را در درون خود جا دهد تا با مشکل کمبود موتور سازگاری داشته باشد.

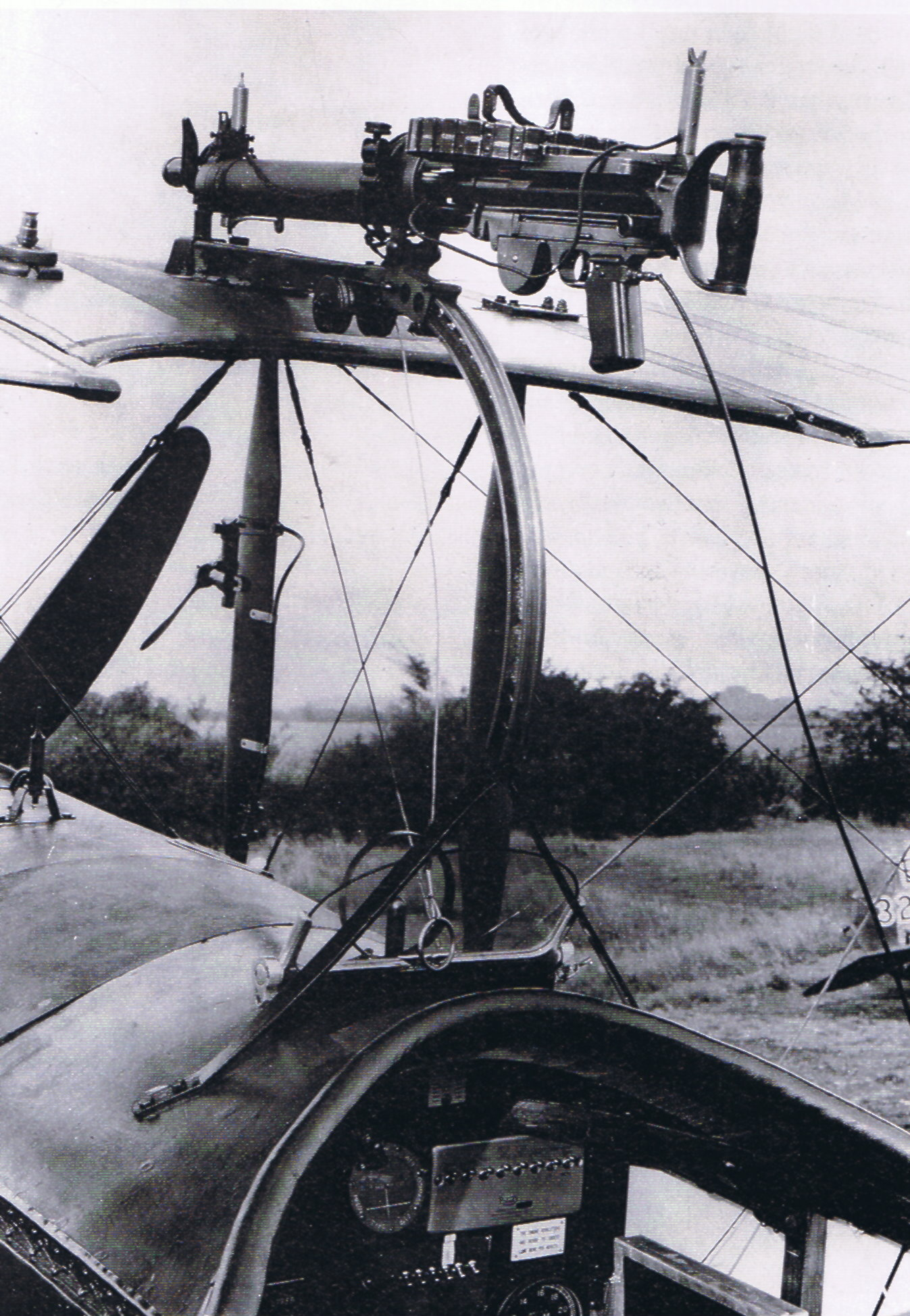
آورو ۵۰۴کی مسلح به تیربار لوئیس در بالای بال

در زمستان ۱۸–۱۹۱۷ تصمیم گرفته شد تا ۵۰۴جی‌ها و ۵۰۴کی‌ها برای تجهیز اسکادران‌های دفاع میهنی یکان پروازی بریتانیا جایگزین بی.ئی. ۲ها که مشکل ارتفاع پرواز داشتند گردند. این آوروها تبدیل به هواپیمای تک سرنشینه و مسلح به تیربار لوئیس در بالای بال گردیدند. همچنین موتور آن‌ها نیز تغییر کرده و موتور گنوم ۱۰۰ اسبی (۷۵کیلواتی) یا لو رون ۱۱۰ اسبی (۸۰ کیلوواتی) برای آن‌ها انتخاب شد. ۲۷۴ فروند آورو ۵۰۴جی و کی در سال ۱۹۱۸ به اسکادران‌های دفاع میهنی منتقل شدند که ۲۲۶ فروند آن‌ها تا پایان جنگ جهانی اول به عنوان جنگنده به کار می‌رفتند.
پی از پایان جنگ تعدادی از آورو ۵۰۴ها به عنوان هواپیمای آموزشی در نیروی هوایی پادشاهی بریتانیا به خدمت ادامه دادند، ولی تعداد بسیاری از آن‌ها که مازاد مصرف بودند باری مقاصد نظامی و غیرنظامی به فروش گذاشته شدند. بیش از ۳۰۰ فروند ۵۰۴کی در بریتانیا دارای رجیستر غیرنظامی شدند که برای آموزش، تفریح، تبلیغات و نمایش‌های اکروباتیک هوایی به کار گرفته شدند. ۵۰۴های غیرنظامی به تعداد فروانی تا دههٔ ۱۹۳۰ به پرواز ادامه دادند.
یکان هوانوردی اولیهٔ اتحاد شوروی که پس از جنگ جهانی اول تشکیل شده بود در اوائل دههٔ ۱۹۲۰ هم آورو ۵۰۴های اصل و هم آوروشکا (آوروی کوچک) که کپی آن برای آموزش اولیه بود را با نام او-۱ به کار برد. آوروشکاها دارای موتور چرخشی کپی روسی گنوم تک سوپاپه بودند. این ورژن روسی ۵۰۴ جای خود را به پلیکارف ۲ داد که در اوائل دههٔ ۱۹۲۰ به او-۲ در اتحاد شوروی معروف بود و دارای رکورد بیشترین تعداد تولید هواپیماهای دوباله در تاریخ هوانوردی شد.
گرچه آورو ۵۰۴هایی که به چین فروخته شدند ورژن آموزشی بودند، ولی به عنوان بمب افکن با پرتاب نارنجک و گلوله‌های خمپاره تغییر داده شده فعالیت می‌کردند.
آورو ۵۰۴ان‌ها که بهینه‌سازی و دوباره طراحی شده بودند با ارابهٔ فرود جدید در سال ۱۹۲۵ به وسیلهٔ شرکت آورو طراحی شدند. پس از ارزشیابی دو پیش نمونه که یکی دارای موتور بریستول لوسیفر و دیگری دارای موتور آرمسترانگ-سیدلی لینکس بود، پیش نمونه‌ای که دارای موتور لینکس بود به وسیلهٔ نیروی هوایی پادشاهی بریتانیا برگزیده شد و جایگزین ۵۰۴کی‌ها گردید. ۵۹۲ فروند از این هواپیماها بین سال‌های ۱۹۲۵ و ۱۹۳۲ ساخته شد که ۵ مدرسهٔ آموزشی پرواز نیروی هوایی پادشاهی بریتانیا را تجهیز نمودند. این هواپیماها به عنوان هواپیمای ارتباطی نیز به کار می‌رفتند. ۵۰۴ان‌ها همچنین برای به‌کارگیری در نیروهای مسلح بلژیک، برزیل، شیلی، دانمارک، یونان، تایلند و آفریقای جنوبی صادر شدند و در کشورهای دانمارک، بلژیک، کانادا و ژاپن تحت امتیاز تولید شدند.
۵۰۴ان‌های نیروی هوایی پادشاهی بریتانیا سرانجام در سال ۱۹۳۳ جای خود را به آورو تیوتر دادند و تعداد کمی از آن‌ها تا سال ۱۹۴۰ برای مقاصد غیرنظامی مانند یدک‌کشی گلایدر به کار گرفته می‌شدند.
آورو ۵۰۴ نخستین هواپیمایی بود که برای به گلوله بستن نیروهای دشمن روی زمین به کار گرفته شد و نخستین هواپمایی بود که عملیات بمباران برفراز آلمان انجام داد. این هواپیما همچننی نخستین هواپیمایی بود که مورد هدف پدافند هوایی قرار گرفت و سرنگون شد.

## ورژن‌ها

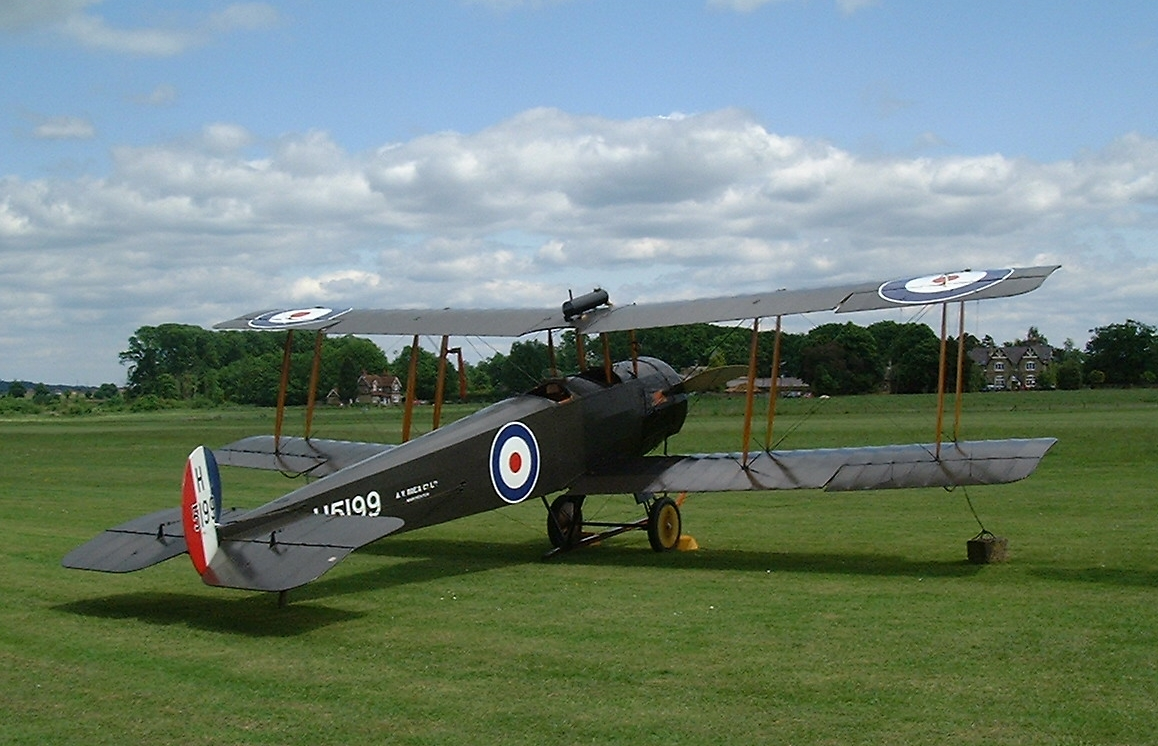
آورو ۵۰۴کی

- ۵۰۴

موتور ۸۰ اسب بخار (۶۰ کیلووات) گنوم لامبدا
- ۵۰۴آ

تغییر یافتهٔ ۵۰۴ با شهپرهای کوچکتر و استرات‌های پهن‌تر. موتور ۸۰ اسب بخار (۶۰ کیلووات)
- ۵۰۴ب

ورژنی برای خدمات هوایی دریایی پادشاهی بریتانیا با ملخ‌هایی بزرگتر.
- ۵۰۴سی

تک سرنشینه و ضدزپلین برای خدمات دریایی هوایی پادشاهی بریتانیا. دارای یک تانک سوخت بیشتر.
- ۵۰۴دی:

تک سرنشینه ضدزپلین برای یکان هوایی پادشاهی بریتانیا. شش فروند از این ورژن ساخته شد.
- ۵۰۴ئی

موتور ۱۰۰ اسب بخار (۷۵ کیلووات) گنوم تک سوپاپه. ده فروند از این ورژن ساخته شد.
- ۵۰۴اف

موتور ۷۵ اسب بخار (۵۶ کیلووات) رولزرویس هاوک. یک فروند از آن ساخته شد.
- ۵۰۴جی

موتور ۸۰ اسب بخار (۶۰ کیلووات) گنوم.
- ۵۰۴اج

ساخته شده برای آزمایش پرتابه. موتور ۸۰ اسب بخار (۶۰ کیلووات) گنوم.
- ۵۰۴جی

آموزشی. موتور ۱۰۰ اسب بخار (۷۵ کیلووات) گنوم یا موتور ۸۰ اسب بخار (۶۰ کیلووات) لو رون.
- ۵۰۴کی

دوسرنشینه آموزشی. جایگاه موتور این ورژن به گونه‌ای بود که بتواند موتورهای مختلفی را در خود جای دهد. ورژن تک سرنشینهٔ آن برای حمله به کارخانهٔ زپلین به کار می‌رفت. چندین فروند آن در استرالیا مونتاژ گردیدند. موتور ۱۳۰ اسب بخار (۹۷ کیلووات) کلرجت ۹، موتور ۱۰۰ اسب بخار (۷۵ کیلووات) گنوم تک سوپاپه یا موتور ۱۱۰ اسب بخار (۸۲ کیلووات) لو رون ۹جی.
- ۵۰۴کی ام کی. ۲

دورگهٔ آموزشی بر پایهٔ بدنهٔ ۵۰۴کی و با ارابهٔ فرود و بال‌های ۵۰۴ان با موتور چرخشی. زیر امتیاز در مکزیک با نام آورو آناهواک ساخته می‌شد.
- ۵۰۴ال

ورژن آب‌نشین با ارابهٔ فرود. موتور ۱۵۰ اسب بخار (۱۱۰ کیلوات) بنتلی بی آر۱، ۱۳۰ اچ پی (۹۷ کیلووات) کلرجت یا ۱۱۰ اسب بخار (۸۲ کیلووات) لو رون.
- ۵۰۴ام

سه سرنشینه. فقط یک فروند از آن ساخته شد. موتور ۱۰۰ اسب بخار (۷۵ کیلووات) گنوم.
- ۵۰۴ان

آموزشی دو سرنشینه. پس از جنگ برای نیروی هوایی پادشاهی بریتانیا با موتور ۱۶۰ اسب بخار(۱۲۰ کیلووات) آرمسترانگ سیدلی لینکس. ۵۹۸ فروند ساخته شد.
- ۵۰۴اُ

ورژن آب‌نشین ۵۰۴ان با ارابهٔ فرود. نخستین هواپیمایی بود که بالای مدار شمالگان پرواز نمود. این پرواز در سال ۱۹۲۳ در جریان سفر پژوهشی آکسفورد انجام شد.
- ۵۰۴پی

ورژن ساخته نشدهٔ ۵۰۴ان با دو صندلی پهلوبه پهلو.
- ۵۰۴کیو

سه کابینه. این ورژن برای سفرهای پژوهشی دانشگاه آکسفورد در قطب شمال انجام شد فقط یک فروند ازآن ساخته شد که دارای موتور آرمسترانگ سیدلی لینکس بود.
- ۵۰۴آر گوسپورت

آموزشی با ساختار بازبینی شدهٔ سبک. پنج پیش نمونه از سال ۱۹۲۶ تا ۱۹۲۷ با موتورهای گوناگون به پرواز درآمدند. ده فروند از این ورژن به آرژانتین فروخته شد و ۱۰۰ فروند نیز زیر امتیاز در آرژانتین تولید شد. ۶دست فروند نیز به استونی صادر شد و باقی‌مانده تا سال ۱۹۴۰ فعال بود. تعداد نامعینی نیز به پرو فروخته شد.
- ۵۰۴اس

آموزشی دوسرنشینه. زیر امتیاز رد ژاپن تولید می‌شد.
- یوکوزوکا کی۲وای۱

ورژن ژاپنی آورو ۵۰۴ان با موتور ۱۳۰ اسب بخار آرمسترانگ سیدلی مانگوس پیستونی ساخته شده به وسیلهٔ میتسوبیشی. ۱۰۴ فروند از این ورژن تولید شد.
- یوکوزوکا کی۲وای۲

ورژن بهینی شدهٔ کی۲وای۱ با موتور پیستونی ۱۶۰ اسبی گازودن جیمپو ۲.
- او-۱ (اوچبنوی-۱) آوروشکا

کپی روسی ۵۰۴کی. بیش از ۷۰۰ فروند ساخته شد.
- ام او-۱ (موسکای اوچبنوی-۱)

ورژن آب‌نشین روسی.

## Specifications (Avro 504K)
داده‌ها از The Encyclopedia of World Aircraft,  and Jane's Fighting Aircraft of World War I 
ویژگی‌های عمومی
- خدمه: 2
- طول: ۲۹ فوت ۵ اینچ (۸٫۹۷ متر)
- پهنای بال: ۳۶ فوت ۰ اینچ (۱۰٫۹۷ متر)
- ارتفاع: ۱۰ فوت ۵ اینچ (۳٫۱۸ متر)
- مساحت بال‌ها: ۳۳۰ فوت مربع (۳۱ متر مربع)
- وزن خالی: ۱٬۲۳۱ پوند (۵۵۸ کیلوگرم)
- وزن ناخالص: ۱٬۸۲۹ پوند (۸۳۰ کیلوگرم)
- ظرفیت سوخت: ۲۵٫۵ گالون بریتانیایی (۳۱ گالون آمریکایی؛ ۱۱۶ لیتر) سوخت ; ۶ گالون بریتانیایی (۷ گالون آمریکایی؛ ۲۷ لیتر) روغن کرچک
- پیشرانه: ۱ عدد موتور ۹ سیلندر پیستونی چرخشی هوا خنک از نوع Le Rhône 9J, ۱۱۰ اسب بخار (۸۲ کیلووات)
- ملخ‌ها: دوملخه Avro fixed-pitch wooden propeller، قطر  ۹ فوت ۰ اینچ (۲٫۷۴ متر) ۸ فوت ۸ اینچ (۲٫۶ متر) pitch

عملکرد
- حداکثر سرعت: ۹۵ مایل بر ساعت (۱۵۳ کیلومتر بر ساعت، ۸۳ گره) at sea level

۸۷ مایل بر ساعت (۷۶ گره؛ ۱۴۰ کیلومتر بر ساعت) at ۸٬۰۰۰ فوت (۲٬۴۰۰ متر)
۸۵ مایل بر ساعت (۷۴ گره؛ ۱۳۷ کیلومتر بر ساعت) at ۱۰٬۰۰۰ فوت (۳٬۰۰۰ متر)
- سرعت کروز: ۷۴ مایل بر ساعت (۱۱۹ کیلومتر بر ساعت، ۶۴ گره) at 75% power at ۸٬۰۰۰ فوت (۲٬۴۰۰ متر)

۷۱ مایل بر ساعت (۶۲ گره؛ ۱۱۴ کیلومتر بر ساعت) at 75% power at ۱۰٬۰۰۰ فوت (۳٬۰۰۰ متر)
- سرعت واماندگی: ۴۰ مایل بر ساعت (۶۴ کیلومتر بر ساعت، ۳۵ گره)
- بُرد: ۲۵۰ مایل (۴۰۰ کیلومتر، ۲۲۰ مایل دریایی)
- مداومت پروازی:

طراحی ابعادی کپی روسی Avro 504K معروف به آوروشکا (آوروی کوچک) U-1/MU-1 (مهندسی معکوس توسط سرگئی ایلیوشین در سال ۱۹۲۳)

- 2 hours at sea level at maximum speed
- 2 hours 8 minutes at ۸٬۰۰۰ فوت (۲٬۴۰۰ متر) at maximum speed
- 3 hours at ۱۰٬۰۰۰ فوت (۳٬۰۰۰ متر) at maximum speed
- 3 hours 42 minutes at ۸٬۰۰۰ فوت (۲٬۴۰۰ متر) at cruise speed
- 4 hours 15 minutes at ۱۰٬۰۰۰ فوت (۳٬۰۰۰ متر) at cruise speed

- حداکثر ارتفاع: ۱۶٬۰۰۰ فوت (۴٬۹۰۰ متر)
- نرخ صعود: ۷۰۰ فوت بر دقیقه (۳٫۶ متر بر ثانیه)
- زمان اوج‌گیری:

- ۳٬۵۰۰ فوت (۱٬۱۰۰ متر) در ۵ دقیقه
- ۸٬۰۰۰ فوت (۲٬۴۰۰ متر) در ۱۰ دقیقه
- ۱۰٬۰۰۰ فوت (۳٬۰۰۰ متر) در ۱۶ دقیقه

- بارگیری بال: ۵٫۵۴ پوند بر فوت مربع (۲۷٫۰ کیلوگرم بر متر مربع)
- توان به وزن|توان/جرم: ۰٫۰۶ horsepower per pound (۰٫۰۹۹ kilowatts per kilogram)

تسلیحات

1 fixed .303 Lewis atop upper wing (single-seat night fighter variants)